# Cantonul Sospel
Cantonul Sospel este un canton din arondismentul Nice, departamentul Alpes-Maritimes, regiunea Provence-Alpes-Côte d'Azur, Franța.

## Comune
- Castillon
- Moulinet
- Sospel (reședință)